# Osteocephalus
Osteocephalus is een geslacht van kikkers uit de familie boomkikkers (Hylidae). De groep werd voor het eerst wetenschappelijk beschreven door Franz Steindachner in 1862.
Er zijn 24 soorten, inclusief drie soorten die pas in 2012 voor het eerst wetenschappelijk zijn beschreven. De kikker Osteocephalus camufatus is pas sinds 2016 bekend. 
Alle soorten komen voor in delen van Zuid-Amerika en leven in de landen Argentinië, Brazilië, Colombia en Venezuela.

## Soorten
Geslacht Osteocephalus
- Soort Osteocephalus alboguttatus
- Soort Osteocephalus buckleyi
- Soort Osteocephalus cabrerai
- Soort Osteocephalus camufatus
- Soort Osteocephalus cannatellai
- Soort Osteocephalus carri
- Soort Osteocephalus castaneicola
- Soort Osteocephalus deridens
- Soort Osteocephalus duellmani
- Soort Osteocephalus festae
- Soort Osteocephalus fuscifacies
- Soort Osteocephalus helenae
- Soort Osteocephalus heyeri
- Soort Osteocephalus leoniae
- Soort Osteocephalus leprieurii
- Soort Osteocephalus mimeticus
- Soort Osteocephalus mutabor
- Soort Osteocephalus oophagus
- Soort Osteocephalus planiceps
- Soort Osteocephalus subtilis
- Soort Osteocephalus taurinus
- Soort Osteocephalus verruciger
- Soort Osteocephalus vilarsi
- Soort Osteocephalus yasuni

Aparasphenodon · 
Argenteohyla · 
Corythomantis · 
Dryaderces · 
Itapotihyla · 
Nyctimantis · 
Osteocephalus · 
Osteopilus · 
Phyllodytes · 
Phytotriades · 
Tepuihyla · 
Trachycephalus